# Guarani das Missões
Guarani das Missões är en kommun i Brasilien.   Den ligger i delstaten Rio Grande do Sul, i den södra delen av landet, 1 500 km sydväst om huvudstaden Brasília. Antalet invånare är 8 115.
Trakten runt Guarani das Missões består till största delen av jordbruksmark. Runt Guarani das Missões är det glesbefolkat, med 13 invånare per kvadratkilometer.